# 바르바리 해적

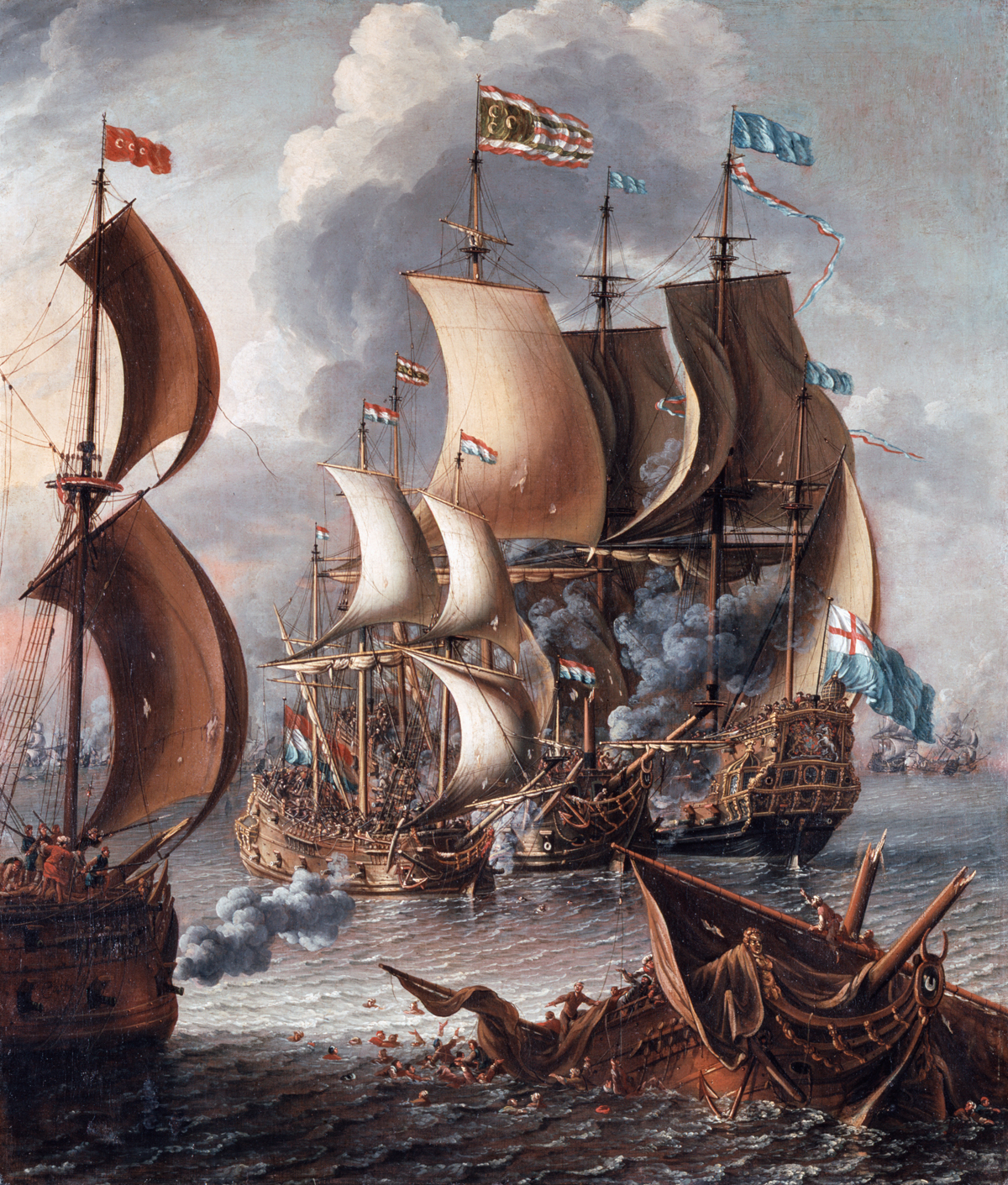
로렌츠 A. 카스트로의 그림 《바르바리 해적과의 해전》(1681년경 작품)

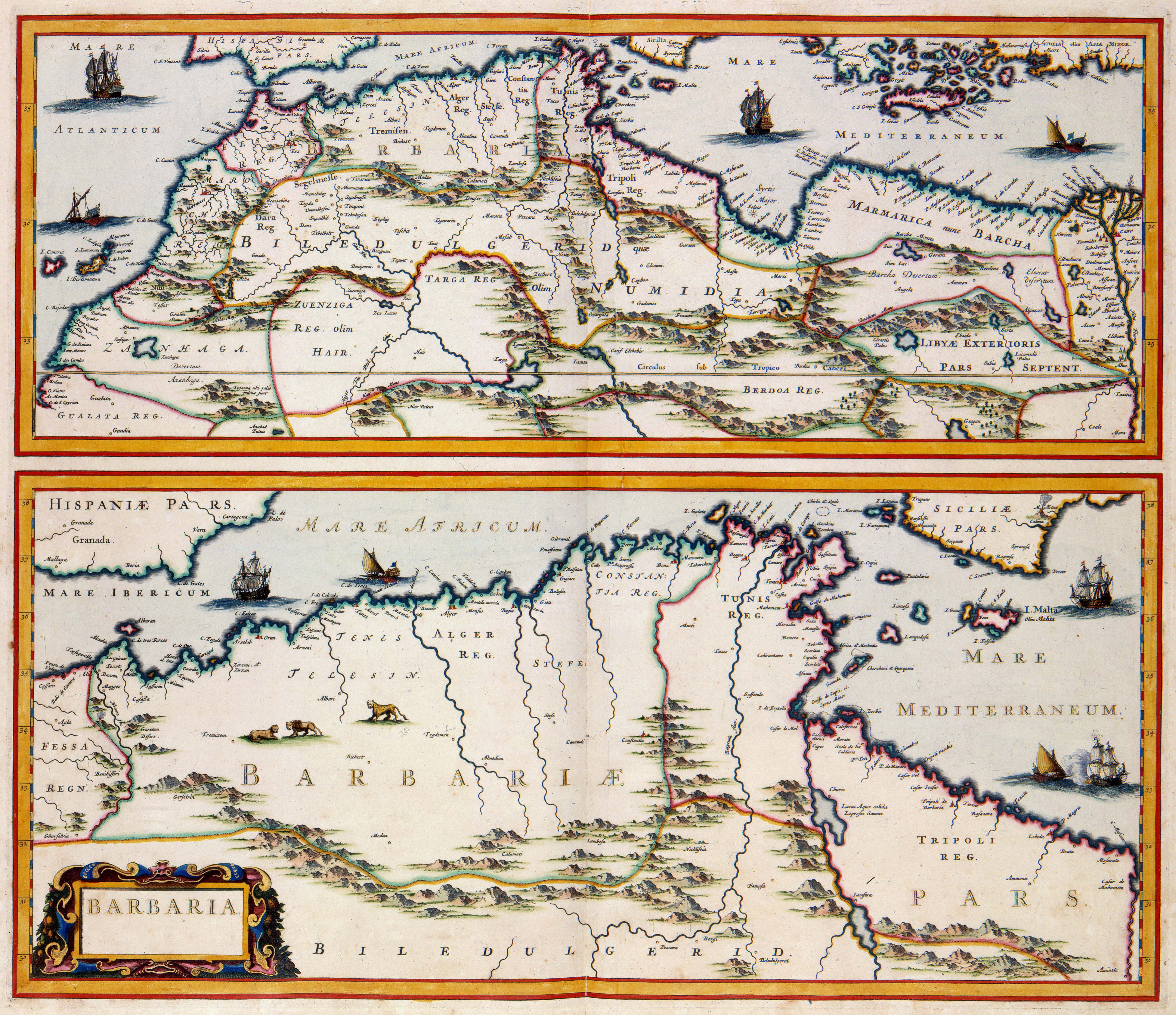
얀 얀소니우스의 《바르바리아》, 17세기경 바르바리아로 알려진 북아프리카 해안을 보여줌, 1650년경 작품

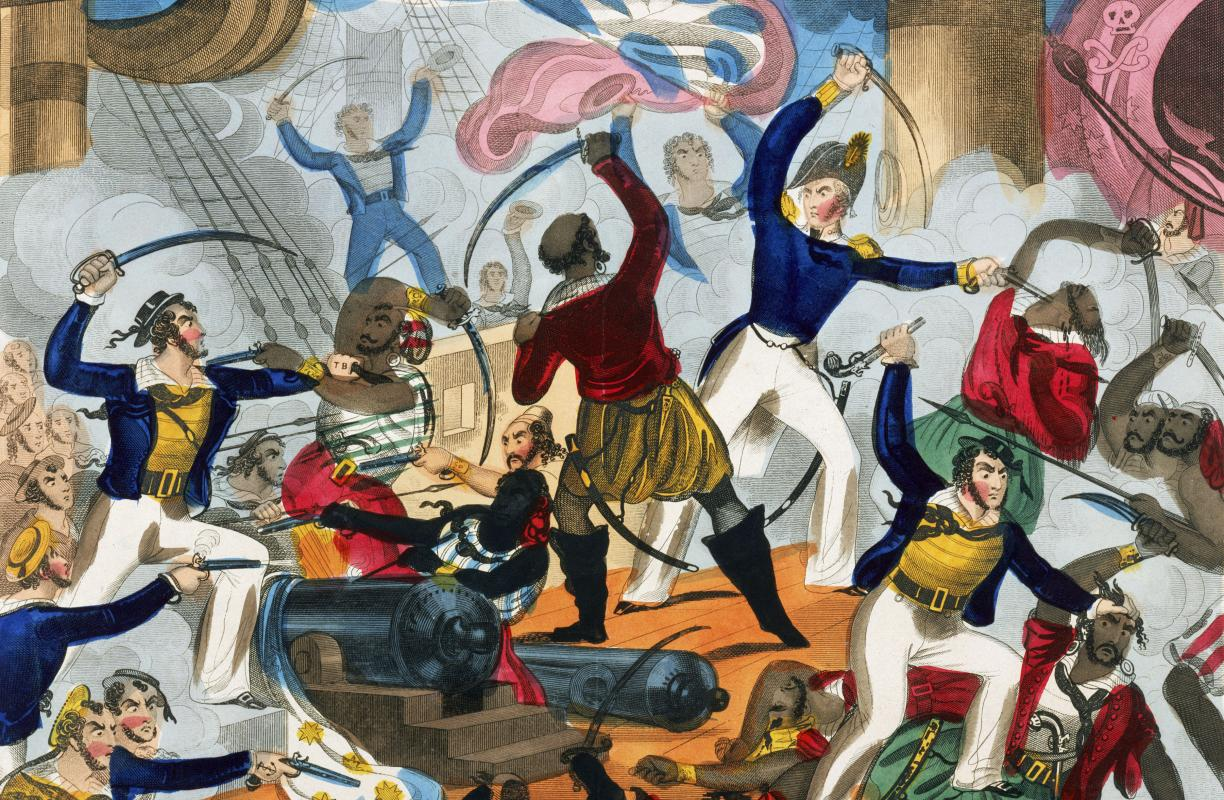
알제리 해적선

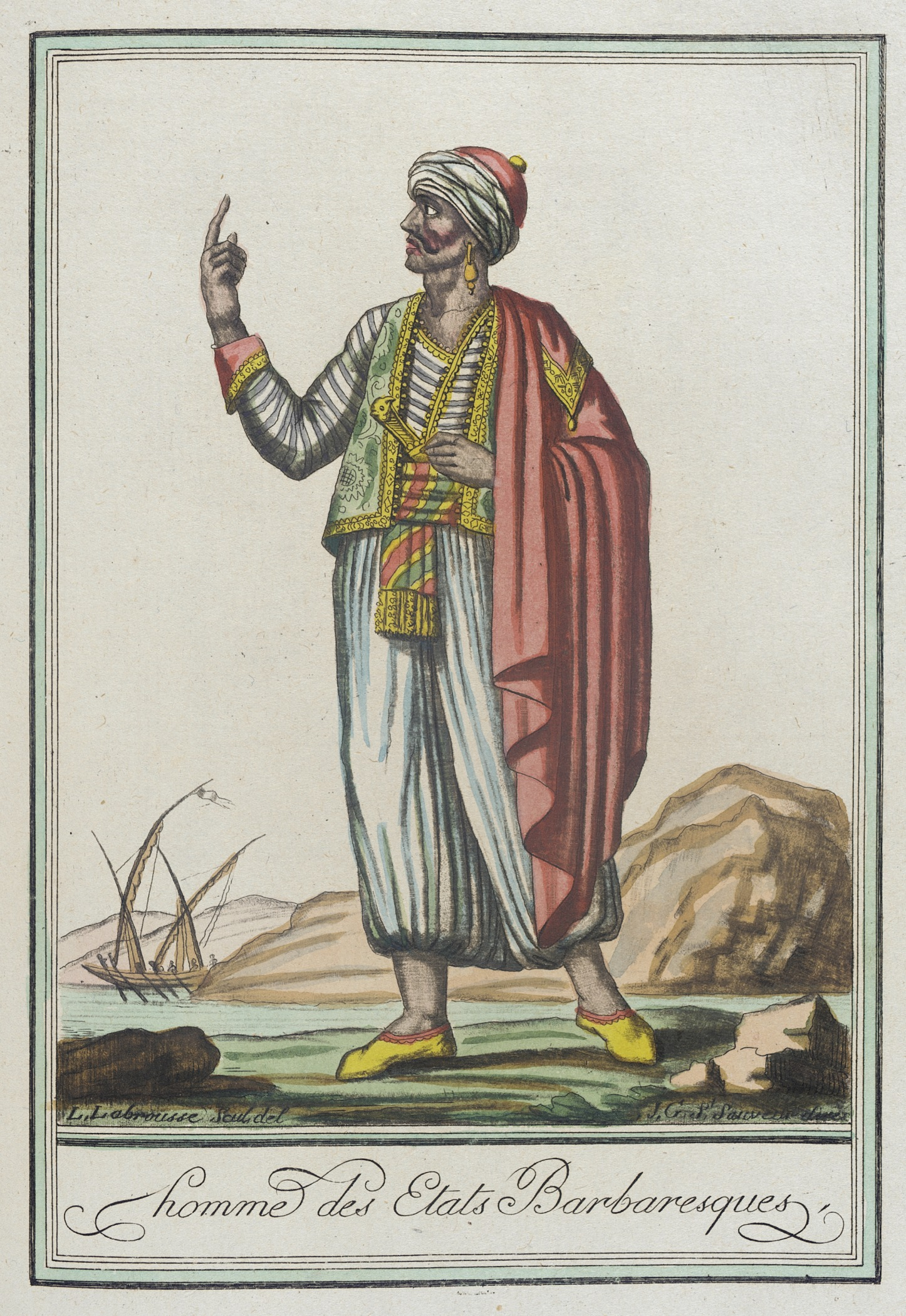
바르바리 국가의 한 남자

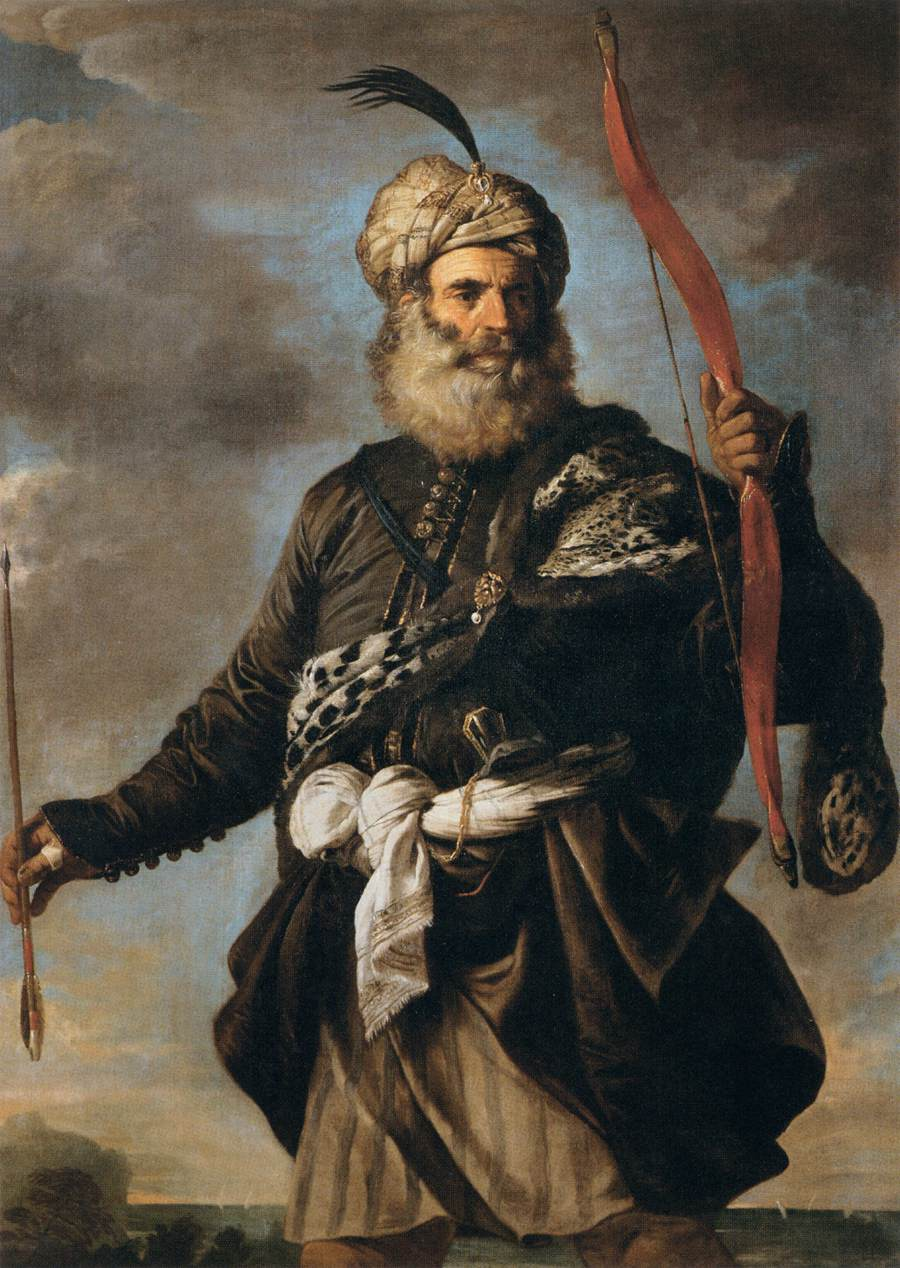
피에르 프란체스코 몰라의 그림 《바르바리 해적》(1650년 작품)

바르바리 해적( - 海賊, 영어: Barbary pirates, Barbary corsairs, Ottoman corsairs) 또는 오스만 코르세어 또는 해군 무자헤딘(무슬림 자료에서)은 주로 바르바리 국가에서 활동하던 무슬림 사략(私掠) 행위자들을 말한다. 이 지역은 베르베르인을 언급하여 유럽에서는 바르바리 해안으로 알려졌다. 바르바리의 노예들은 기독교인, 유대인, 무슬림 등 다양한 민족과 종교를 가졌다. 이들의 약탈은 지중해 전체, 서아프리카의 대서양 해안선을 따라 남쪽으로, 그리고 북쪽으로는 아이슬란드까지 대서양 북부로 확장되었으나, 주로 서부 지중해에서 활동했다. 상선을 나포하는 것 외에도 이들은 라치아, 즉 주로 이탈리아, 프랑스, 스페인, 포르투갈뿐만 아니라 영국 제도와 아이슬란드의 유럽 해안 마을과 촌락에 대한 습격에 가담했다.
이베리아반도의 무슬림 정복 이후인 710년대에 이러한 습격이 시작되었지만, "바르바리 해적"과 "바르바리 사략"이라는 용어는 노예상인의 공격 빈도와 범위가 증가한 16세기 이후부터 활동한 약탈자들에게 주로 적용된다. 이 시기에 알제, 튀니스, 트리폴리는 오스만 제국의 주권 아래 직접 통치되는 주 또는 바르바리 국가로 알려진 자치 의존국으로 편입되었다. 살레 (참고: 살레의 로버스)와 모로코의 다른 항구에서도 비슷한 습격이 이루어졌다.
바르바리 사략들은 수천 척의 상선을 나포하고 유럽의 해안 도시를 반복적으로 습격했다. 그 결과, 스페인과 이탈리아의 해안선에 걸쳐 주민들이 옛 마을을 버렸다.
습격이 너무 심각한 문제여서 19세기까지는 해안 정착촌이 거의 이루어지지 않았다. 1580년에서 1680년 사이에 사략들은 약 85만 명의 사람들을 노예로 잡았다고 하며, 1530년에서 1780년까지는 무려 125만 명의 사람들이 노예가 되었다. 그러나 이 숫자는 유일한 역사가 로버트 데이비스가 추정하여 제공한 것이며, 데이비드 얼과 같은 다른 이들에게는 의문이 제기되었다. 이 사략들 중 일부는 존 워드와 지만 단세커와 같은 유럽인 부랑자와 개종자(재판관)였다. 16세기 초에 오스만 제국을 대신하여 알제를 장악한 튀르크 바르바로스 형제인 바르바로스 하이레딘 파샤와 오루츠 레이스도 악명 높은 사략이었다. 유럽 해적들은 1600년경 바르바리 해안에 진보된 항해 및 조선 기술을 가져왔고, 이는 사략들이 대서양으로 활동 영역을 확장할 수 있게 했다. 바르바리 습격의 영향은 17세기 초중반에 절정에 달했다.
유럽인들이 수많은 강력한 대포를 싣는 범선을 선호하여 노로 움직이는 선박을 버린 지 오래되었지만, 많은 바르바리 전투함은 커틀러스와 소화기로 무장한 백 명 이상의 병사들을 태운 갤리선이었다. 바르바리 해군은 전투 함대가 아니었다. 유럽 프리깃함을 발견하면 도망쳤다.
사략 활동의 범위는 17세기 후반에 감소하기 시작했는데, 이는 더욱 강력한 유럽 해군이 바르바리 국가들에게 평화를 강요하고 선박 공격을 중단시키기 시작했기 때문이다. 그러나 이러한 효과적인 보호를 받지 못한 기독교 국가의 선박과 해안은 19세기 초반까지 계속해서 피해를 입었다. 1801년에서 1815년 사이에 간헐적인 사건이 발생했으며, 여기에는 미국, 스웨덴, 시칠리아 왕국이 바르바리 국가들에 맞서 벌인 두 차례의 바르바리 전쟁도 포함되었다. 나폴레옹 전쟁과 1814~15년의 빈 회의 이후, 유럽 강대국들은 바르바리 사략들을 완전히 진압할 필요성에 동의했다. 남은 위협은 1830년 프랑스의 알제리 정복과 19세기 중후반 프랑스에 의한 소위 "평화화"를 통해 유럽인들에게 최종적으로 진압되었다.

## 역사
바르바리 사략들은 중세 시대부터 1800년대까지 활동했다.

### 무슬림 역사 서술
유럽인(예: 둠 디베르사스)과 무슬림 모두 이 시기에 서로에게 성전을 벌이고 있다고 여겼다. 유럽과 미국의 역사 자료는 이러한 작전이 주로 전리품, 돈, 노예를 얻기 위해 선박을 나포하는 해적 행위의 한 형태라고 단정적으로 간주한다. 그러나 무슬림 자료는 때때로 "이슬람 해군 지하드"라고 언급하며, 이 충돌을 알라 아래에서 벌이는 성스러운 전쟁 임무의 일부로 보고, 더욱 익숙한 형태의 지하드와는 바다에서 벌어진다는 점에서만 다르다고 설명한다. 악명 높고 무자비한 스페인 이단심문소에 의해 박해받는 안달루시아 무슬림들의 이야기는 무슬림의 시각에서 충분한 정당성을 제공했다. 스페인 이단심문소는 소위 가톨릭 군주들의 기꺼운 방조를 받았다. 이들은 (나중에 스페인의 "황금기"가 될 시대를 열었지만) 처음에는 레콩키스타 이후 (이전에는 분열되어 있던) 영토를 통합해야 할 필요성에 직면했으며, 따라서 호전적인 기독교 국가 정체성을 채택했다.

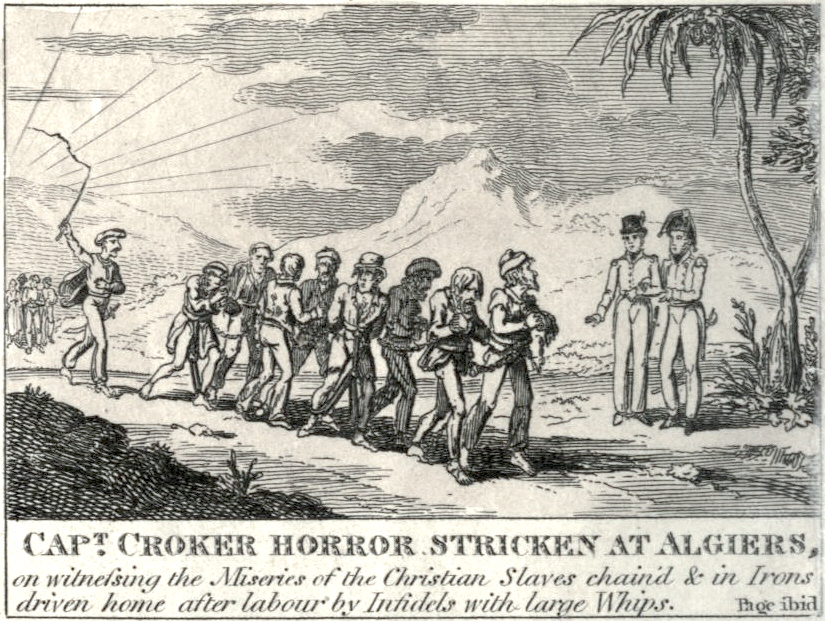
1815년 알제에서 기독교 노예들의 비참함을 목격한 영국 선장

### 중세 시대
1198년, 바르바리 해적과 노예 포획의 문제가 너무 심각하여 삼위일체 수도회라는 종교 단체가 북아프리카에 붙잡혀 노예가 된 사람들을 위한 몸값을 모으고 심지어 스스로 몸값으로 교환하기 위해 설립되었다. 14세기에 튀니지 사략들은 1390년 마디아에 대한 프랑스-제노바 공격(일명 "바르바리 십자군")을 유발할 만큼 큰 위협이 되었다. 레콩키스타의 무어 망명자와 마그레브 해적들이 숫자를 늘렸지만, 오스만 제국의 확장과 1487년 사략이자 제독인 케말 레이스의 등장이 있기 전까지 바르바리 사략들은 유럽 기독교 국가의 선박에 진정한 위협이 되지 못했다.

### 16세기

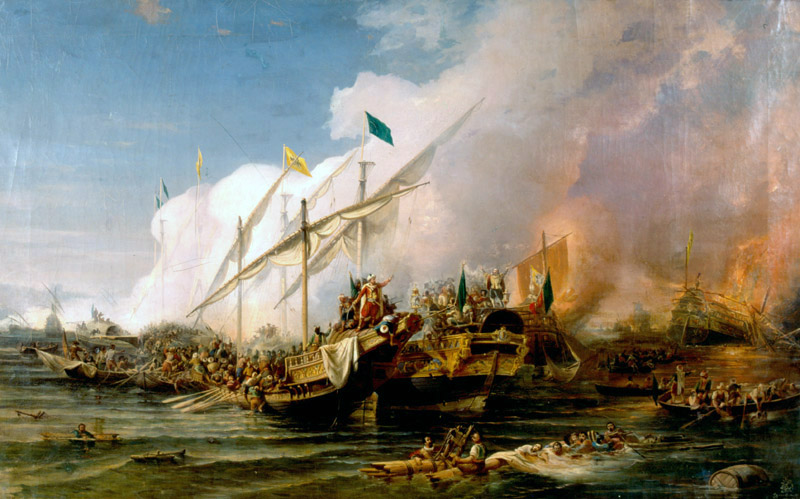
프레베자 해전, 1538년

1559년부터 알제, 튀니스, 트리폴리의 북아프리카 도시들은 명목상 오스만 제국의 일부였으나, 스페인과 포르투갈로부터 빼앗은 전리품으로 통치자들을 선택하고 전쟁을 통해 살던 자치 군사 공화국이었다. 알람브라 칙령으로 이베리아를 도피한 세파르딤 유대인들이 시난 레이스와 사무엘 팔라체를 포함하여 오스만 깃발 아래 스페인 제국의 선박을 공격한 여러 사례가 있다.
첫 번째 시기(1518~1587)에는 베일레르베이들이 술탄의 제독으로서 대규모 함대를 지휘하고 정치적 목적을 위한 전쟁 작전을 수행했다. 이들은 노예 사냥꾼이었으며 그들의 방법은 잔혹했다. 1587년 이후 그들의 후계자들의 유일한 목표는 육상과 해상에서의 약탈이었다. 해상 작전은 선장, 즉 레이스들이 수행했는데, 이들은 계급 또는 조합을 형성했다. 순양함은 투자자들에 의해 장비되고 레이스들이 지휘했다. 전리품 가치의 10%는 파샤 또는 아가 또는 데이 또는 베이라는 칭호를 가진 그의 후계자들에게 지불되었다.

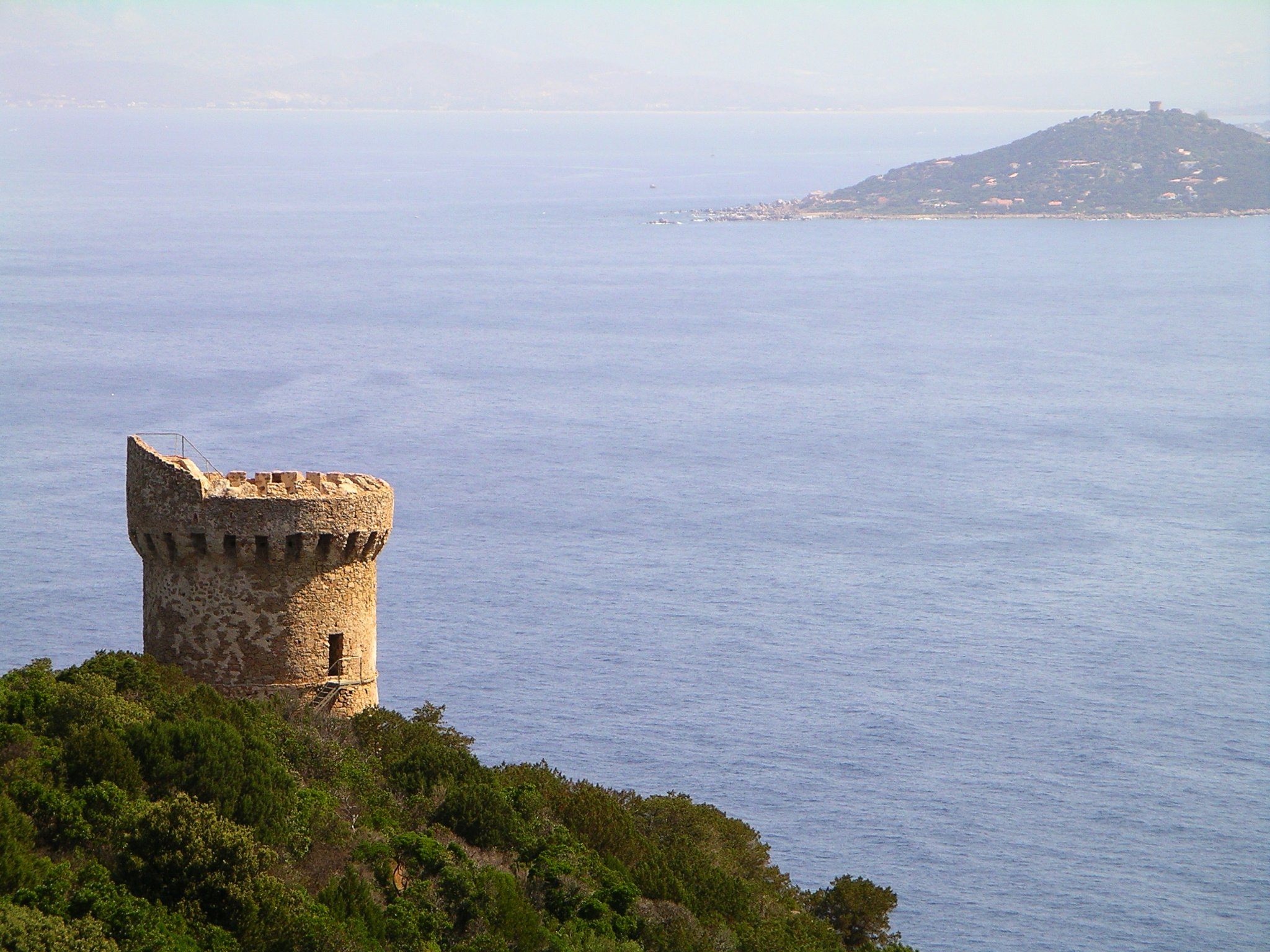
바르바리 사략들이 코르시카를 자주 공격하여 많은 제노바 타워가 세워졌다.

1544년, 하이레딘은 이스키아섬을 점령하고 4,000명의 포로를 잡았으며, 리파리 주민 약 2,000~7,000명을 노예로 만들었다. 1551년, 드라구트는 몰타 섬 고조섬의 전체 인구인 5,000명에서 6,000명 사이를 노예로 삼아 오스만령 트리폴리타니아로 보냈다. 1554년, 드라구트 휘하의 사략들은 비에스테를 약탈하고 주민 5,000명을 참수했으며 6,000명을 더 납치했다.

### 17세기

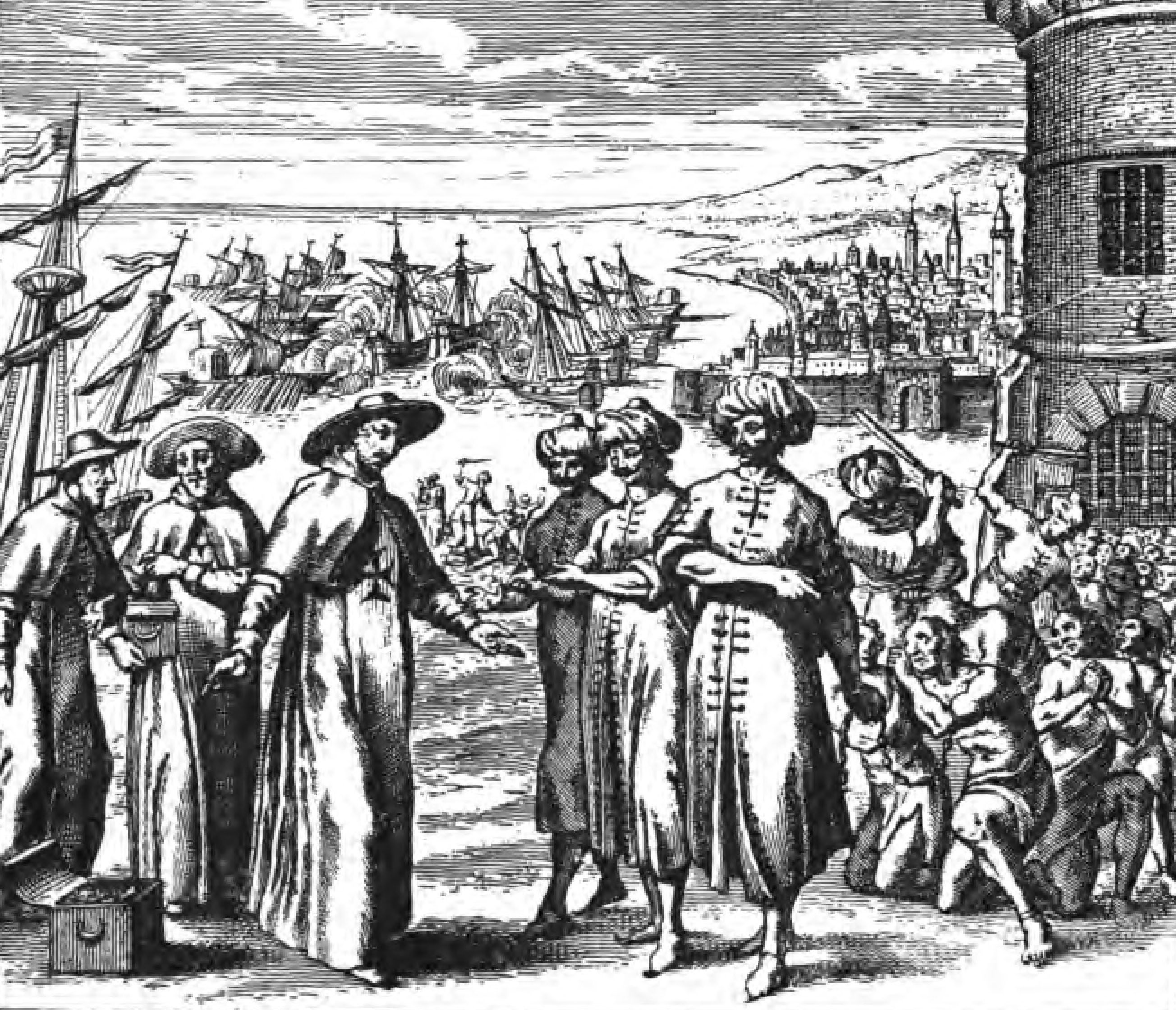
메르세데스회의 활동은 무슬림 수중에 있는 기독교 노예들을 몸값을 주고 구출하는 것이었다. Histoire de Barbarie et de ses Corsaires, 1637년 작품

17세기 초, 바르바리 국가들은 엘리자베스 1세 여왕 아래 사략선으로 활동했던 많은 영국 해적들을 끌어들였다. 그러나 그들은 후임자인 제임스 1세 국왕에게는 환영받지 못했다. 잉글랜드에서는 이 해적들이 비난받았지만, 바르바리 국가들에서는 존경받았고 선박을 재보급하고 수리할 수 있는 안전한 시장에 접근할 수 있었다. 이 해적들 중 다수는 이슬람교로 개종했다.
바르바리 국가들에 대한 주목할 만한 기독교 작전은 1607년에 발생했는데, 성 스테파노 기사단 (자코포 잉기라미 휘하)이 알제리의 보나를 약탈하여 470명을 살해하고 1,464명을 포로로 잡았다. 이 승리는 피티궁의 "살라 디 보나"에 베르나르디노 포체티가 그린 일련의 프레스코화로 기념된다. 1611년, 나폴리의 스페인 갤리선들은 몰타 기사단의 갤리선과 함께 튀니지 해안의 케르케나제도를 습격하여 거의 500명의 무슬림 포로를 잡아갔다. 1568년과 1634년 사이에 성 스테파노 기사단은 약 14,000명의 무슬림을 포획했는데, 아마도 3분의 1은 육상 습격으로, 3분의 2는 나포된 선박에서 잡았을 것이다.
아일랜드도 유사하게 공격받았다. 1631년 6월, 알제의 사략들과 오스만 제국의 무장 병력을 이끌고 무라트 레이스는 코크주 발티모어의 작은 항구 마을에 상륙했다. 그들은 거의 모든 마을 주민들을 사로잡아 북아프리카에서의 노예 생활로 끌고 갔다. 포로들은 다양한 운명을 맞이했는데, 일부는 갤리 노예로 사슬에 묶여 살았고, 여성들은 하렘이나 술탄 궁궐 안에서 첩으로 오랜 세월을 보냈다. 이 포로들 중 단 두 명만이 아일랜드로 돌아왔다. 잉글랜드도 해적 습격을 받았는데, 1640년에는 알제리 사략들이 펜잰스를 습격하여 60명의 남녀노소가 노예로 잡혔다.
또 다른 주요 인물은 모로코 알라위 왕조의 두 번째 통치자인 물라이 이스마일이었다. 그는 직접 해적은 아니었지만, 해적들의 활동, 특히 그들이 포획하여 넘긴 노예들로부터 장려하고 이득을 얻었다.
알제에서만 2만 명 이상의 포로가 수감되어 있었다고 한다. 부자들은 종종 몸값을 통해 석방될 수 있었지만, 가난한 사람들은 노예 생활로 비난받았다. 그들의 주인은 때때로 이슬람교를 고백함으로써 자유를 얻도록 허용했다. 이탈리아인이나 스페인인뿐만 아니라 남부의 독일인이나 영국인 여행자들 중 한동안 포로 생활을 했던 사회적 지위가 좋은 사람들의 긴 목록이 제시될 수 있다.
1675년, 존 나르버러 경이 이끄는 영국 왕립 해군 함대는 튀니스와 영구적인 평화를 협상했으며, 도시를 폭격하여 순응을 유도한 후 트리폴리와도 평화를 협상했다.

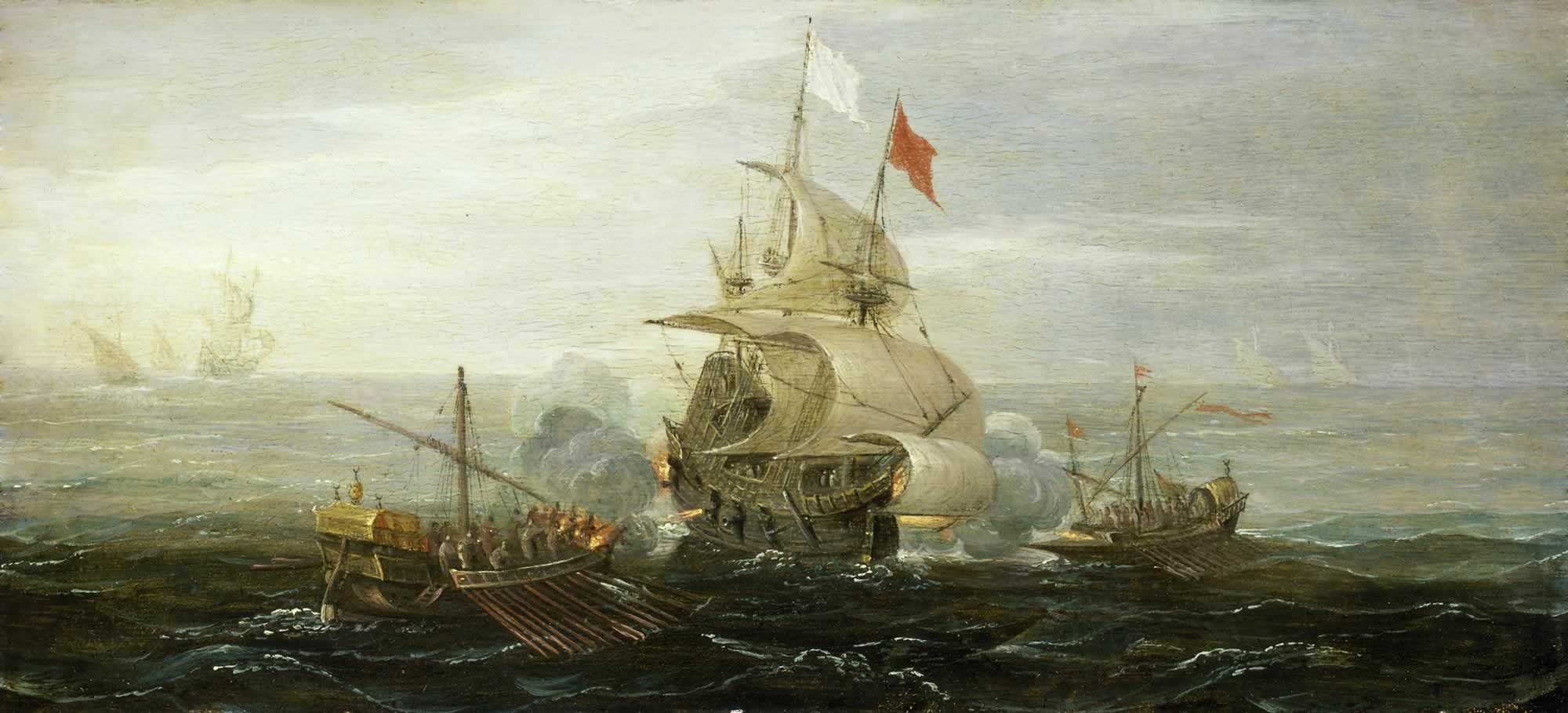
에어트 안토니스존의 프랑스 선박과 바르바리 해적 (1615년경)
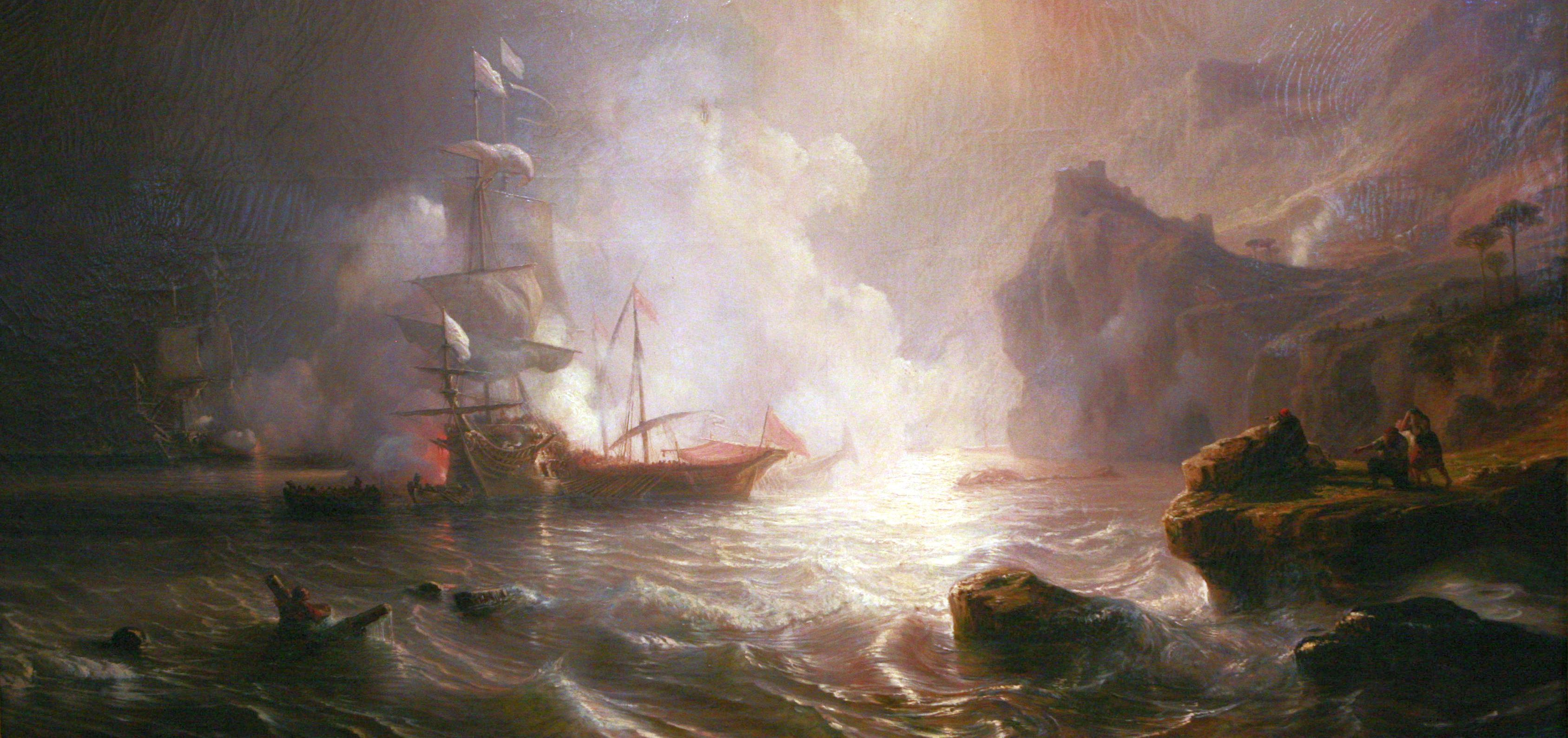
프랑스 전열함과 바르바리 사략 갤리선 두 척의 전투
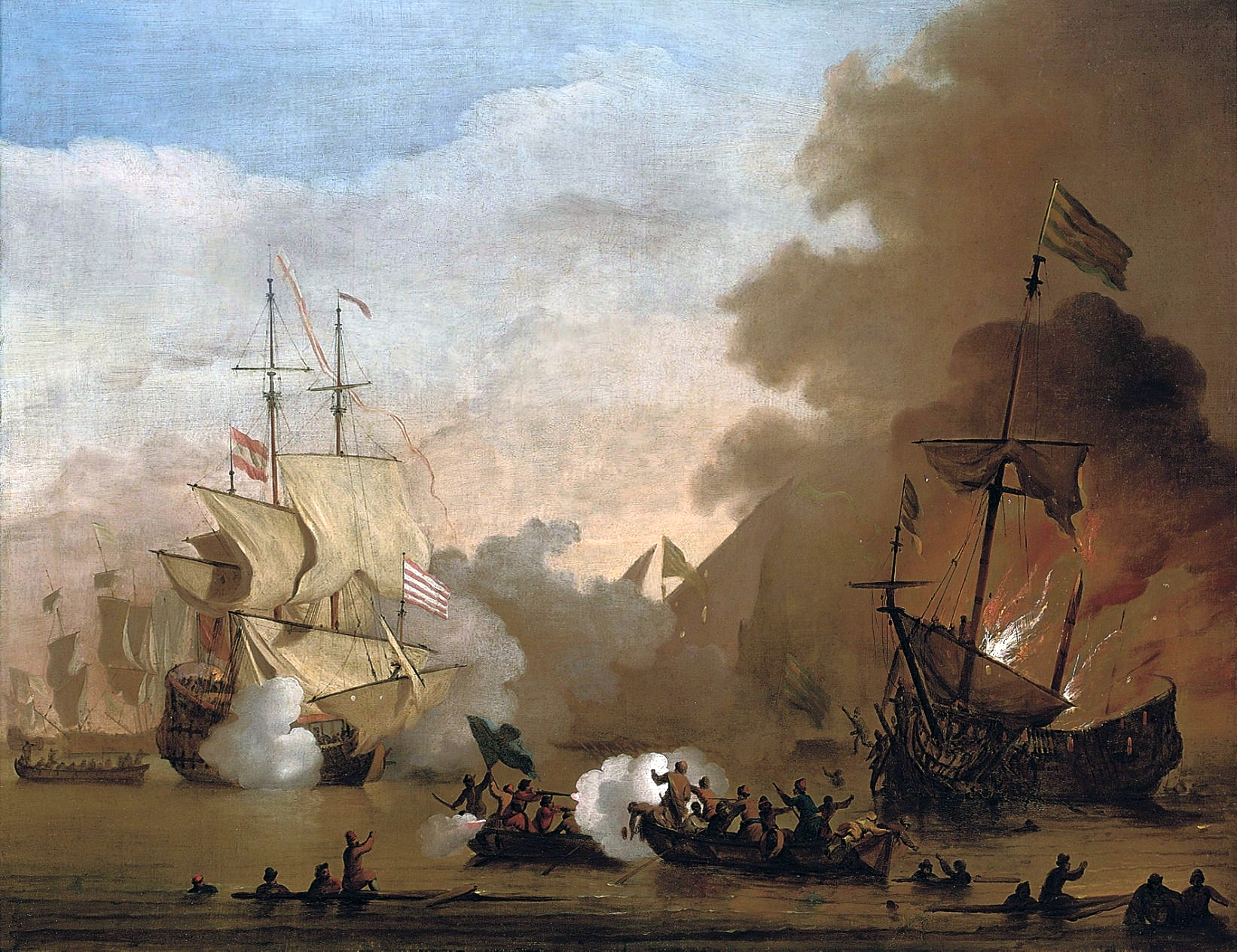
영국 선박과 바르바리 사략 선박 간의 전투
리베 피터스존 베르스휘어, 네덜란드 함선이 바르바리 해적에 대한 징벌적 원정에서 트리폴리를 폭격함, 1670년경

### 18세기~19세기

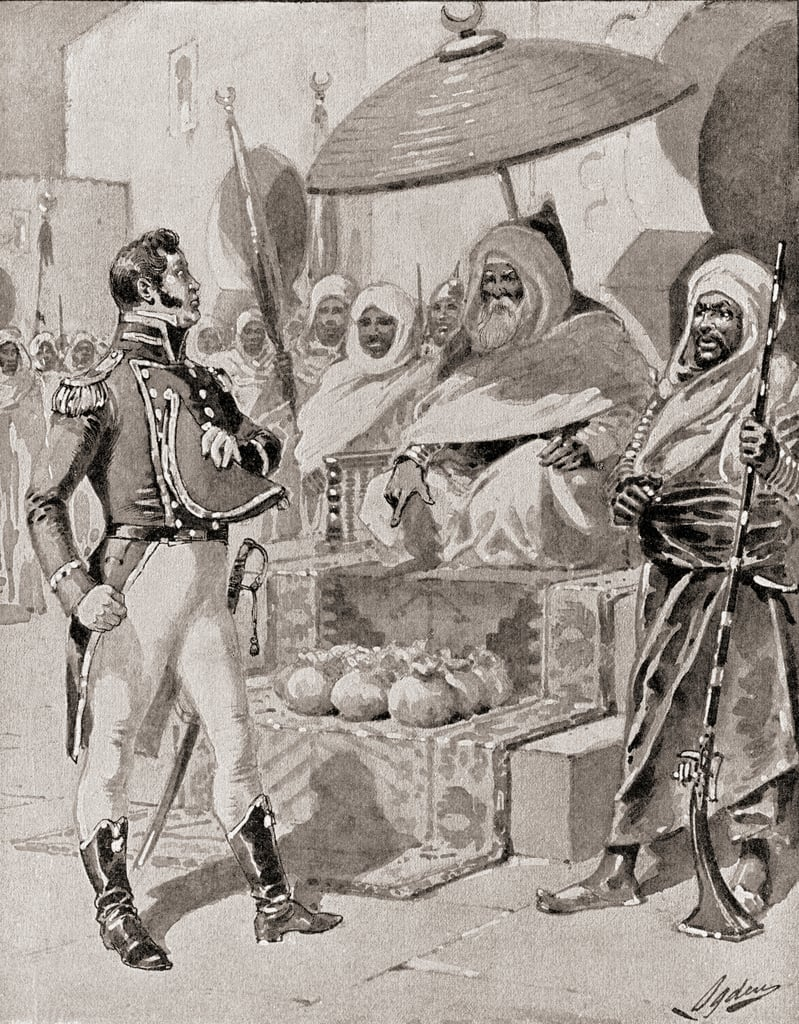
윌리엄 베인브리지 함장이 알제 데이에게 조공을 바치는 모습, 1800년경

해적 행위는 일부 국가들이 몸값 사업에 뛰어들 만큼 심각한 문제였다. 덴마크에서는:
18세기 초, 모든 교회에서 조직적으로 돈이 모아졌고, 1715년에는 국가에 의해 소위 '노예 기금'(slavekasse)이 설립되었다. 기금은 선원들을 위한 강제 보험금으로 조달되었다. 이 기관은 1716년에서 1736년 사이에 165명의 노예를 몸값을 주고 구출했다.

1716년에서 1754년 사이에 덴마크-노르웨이 선박 19척이 208명의 선원과 함께 나포되었다. 따라서 해적 행위는 덴마크 상선 함대에 심각한 문제였다.

1776년 미국 독립 선언 이전까지 영국과 북아프리카 국가들과의 조약은 미국 선박을 바르바리 사략들의 약탈로부터 보호했다. 미국 독립 전쟁 동안 사략들은 지중해에서 미국 상선을 공격했다. 그러나 1777년 12월 20일, 술탄 무함마드 3세 (모로코)는 미국을 독립 국가로 인정하고, 미국 상선이 지중해와 해안을 따라 안전하게 통행할 수 있다는 선언을 발표했다. 관계는 1786년에 체결된 모로코-미국 우호 조약으로 공식화되었는데, 이는 외국과의 조약 중 미국에서 가장 오래된 깨지지 않은 우호 조약으로 남아 있다.

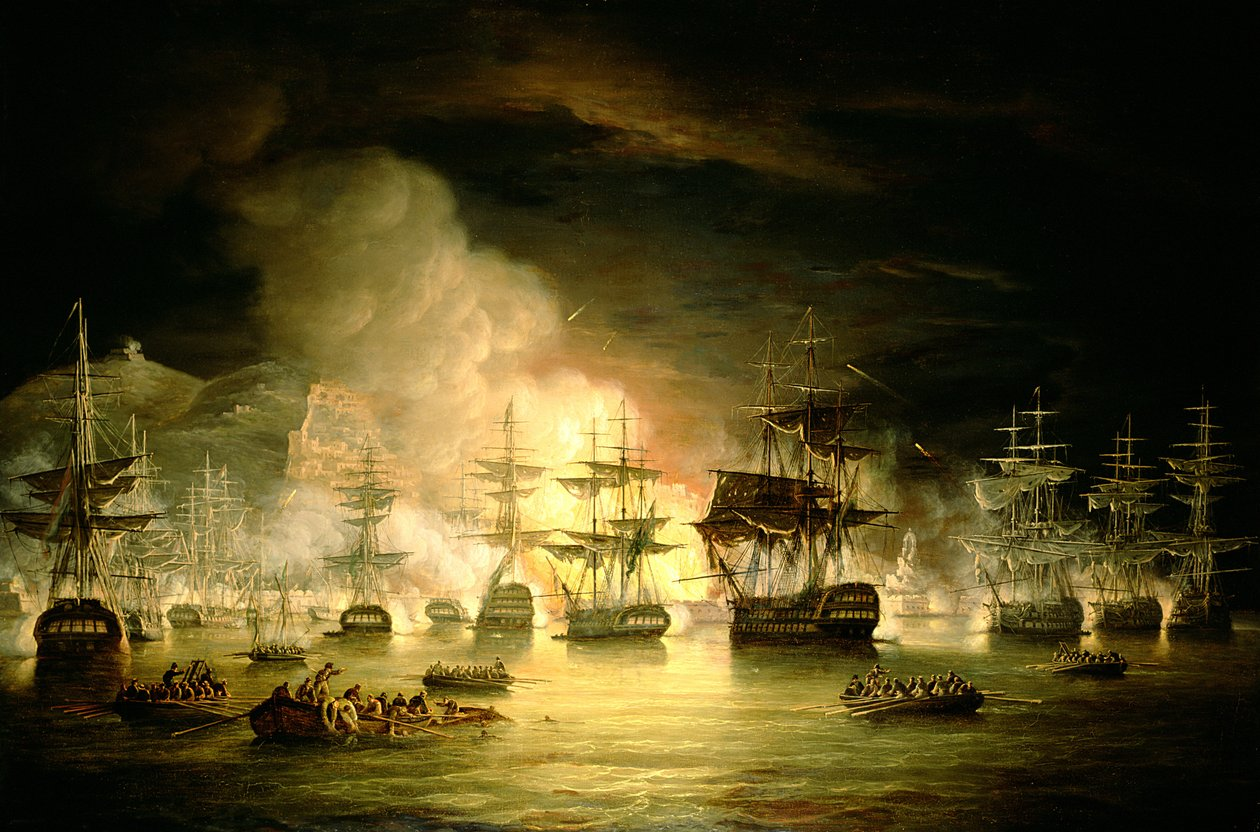
1816년 8월 익스머스 경에 의한 알제 폭격, 토머스 루니

바르바리 위협은 미국 해군이 1794년 3월에 창설되는 직접적인 계기가 되었다. 미국은 바르바리 국가들과 평화 조약을 맺었지만, 공격으로부터 보호받기 위해 공물을 지불해야 했다. 부담은 상당했다. 1795년부터 알제리 섭정국에 지불된 연간 공물은 미국 연방 정부 연간 지출의 20%에 달했다.
1798년, 사르데냐 근처의 작은 섬이 튀니지인들에게 공격받아 900명 이상의 주민들이 노예로 잡혀갔다.

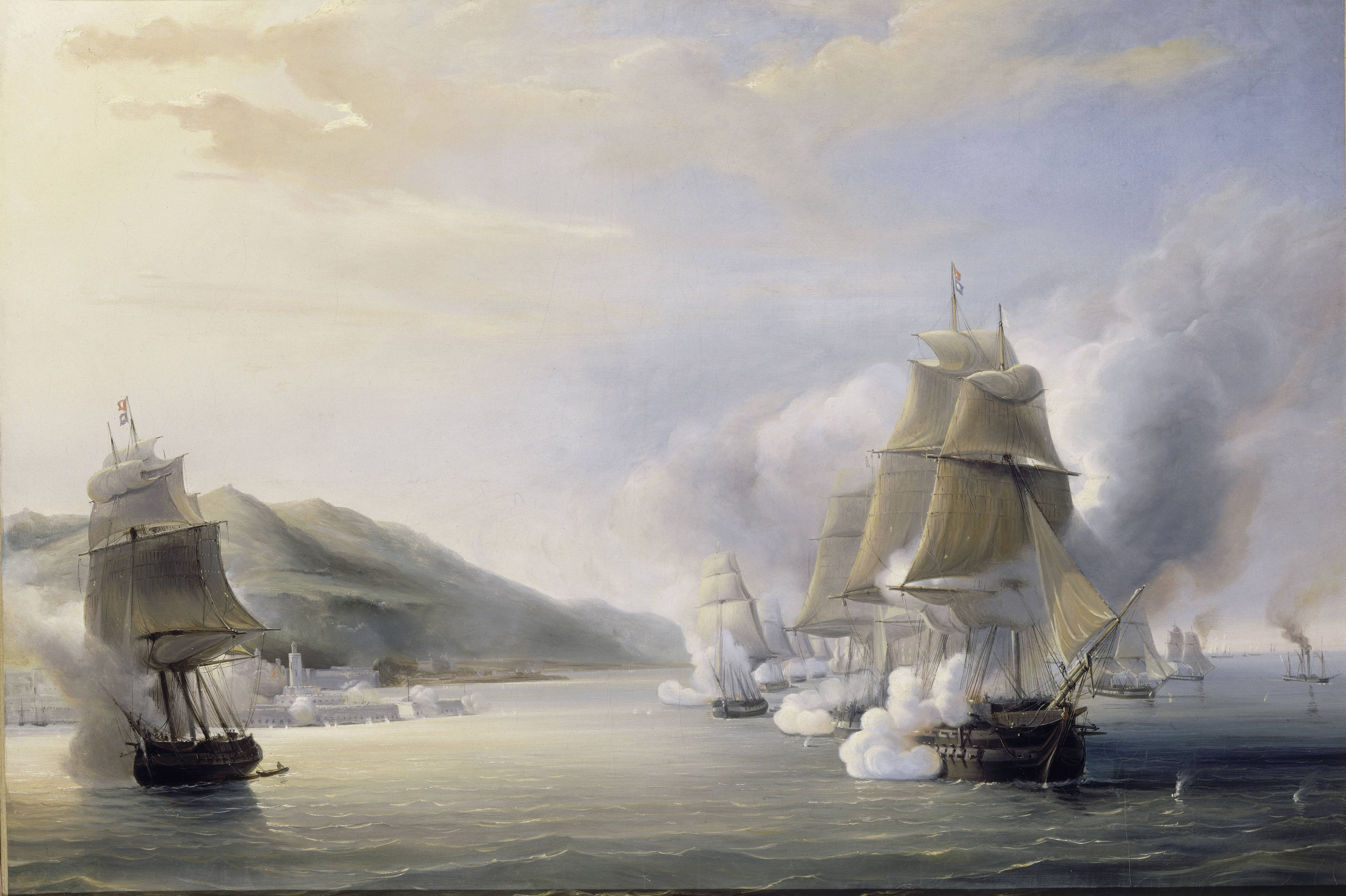
뒤페레 제독의 알제 프랑스 폭격, 1830년 6월 13일

바르바리 국가들은 노예 습격의 완전한 금지에 대한 통일된 준수를 확보하는 데 어려움을 겪었는데, 이는 전통적으로 북아프리카 경제에 중요한 요소였기 때문이다. 노예 상인들은 덜 보호받는 민족들을 잡아 계속해서 포로를 잡았다. 알제는 이후 더 작은 규모로 노예 습격을 재개했다. 1818년 엑스라샤펠 회의에서 유럽인들은 가능한 보복 조치를 논의했다. 1824년, 해리 버러드 닐 경 휘하의 영국 함대가 알제를 폭격했다. 알제에 기반을 둔 사략 활동은 1830년 프랑스가 알제 국가를 정복할 때까지 완전히 중단되지 않았다.
라라슈 조약은 1843-1845년의 모로코 원정의 결과로 스웨덴-노르웨이, 덴마크, 그리고 술탄 압드 알 라흐만 사이에 맺어진 조약이었다. 이 원정은 스웨덴-노르웨이와 덴마크의 연합 해군에 의해 수행되었는데, 모로코 술탄국이 여러 오래된 불공정한 조약의 폐지에 동의하고 지중해를 통한 안전한 통행을 대가로 모로코에 대한 연간 조공 지불을 중단하도록 압력을 가하기 위함이었다. 해적 행위에 대한 보복으로 살레 (모로코)에 대한 마지막 모로코 도시 폭격은 1851년에 발생했다.

## 바르바리 노예 무역
북아프리카 바르바리 해안의 기지에서 바르바리 사략선들은 지중해와 아프리카 북부 및 서부 해안을 항해하는 선박들을 습격하여 화물을 약탈하고 포획한 사람들을 노예로 삼았다. 적어도 1500년부터 사략선들은 이탈리아, 프랑스, 스페인, 포르투갈, 잉글랜드, 그리고 멀리 아이슬란드에 이르는 해변 마을들을 습격하여 남성, 여성, 어린이를 사로잡았다. 어떤 경우에는 발티모어, 아일랜드섬과 같은 정착촌들이 습격 이후 버려졌고, 수년 후에야 재정착되었다. 1609년에서 1616년 사이에 잉글랜드에서만 466척의 상선이 바르바리 사략선에게 나포되었다.

### 노예 숙소
밤에는 노예들을 '바그니오'라고 불리는 감옥에 가두었는데 (공중목욕탕을 뜻하는 이탈리아어 "바뇨"에서 유래했으며, 터키인들이 콘스탄티노플의 로마식 목욕탕을 감옥으로 사용한 데서 영감을 받았다), 이곳은 종종 덥고 붐볐다. 바그니오에는 예배당, 병원, 상점, 그리고 포로들이 운영하는 술집이 있었다.

### 갤리 노예

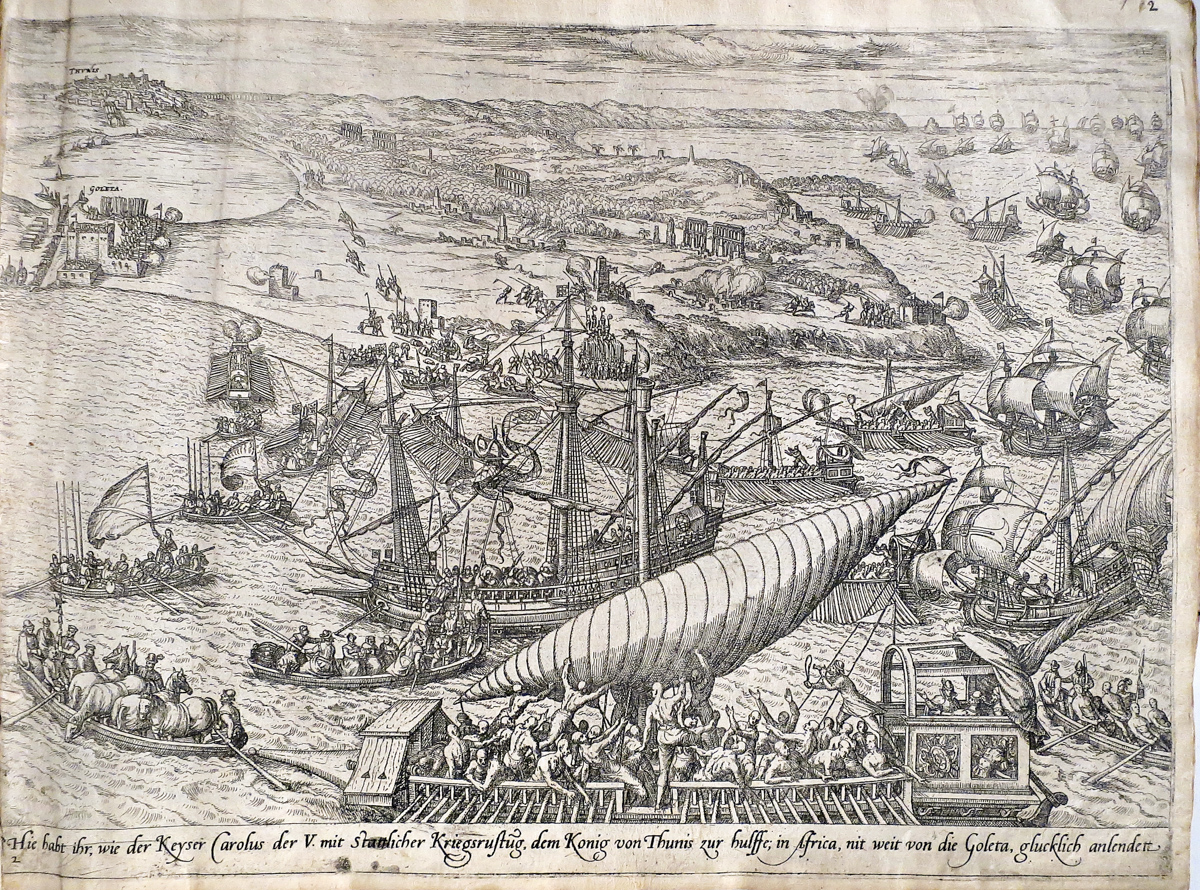
1535년 카를 5세에 의한 튀니스 정복과 기독교 갤리 노예들의 해방

바그니오의 환경은 가혹했지만, 갤리 노예들이 겪는 것보다는 나았다. 대부분의 바르바리 갤리선은 일 년에 약 80~100일 정도 바다에 있었지만, 배정된 노예들이 육지에 있을 때는 고된 육체노동을 강요당했다. 예외도 있었다.
콘스탄티노플에 있는 오스만 술탄의 갤리 노예들은 영구적으로 갤리에 갇혀 있었고, 17세기 후반과 18세기 초반에는 평균 19년에 달하는 매우 긴 형기를 살았다. 이 노예들은 거의 갤리에서 내리지 않고 수년간 그곳에서 살았다.

이 기간 동안 노 젓는 사람들은 앉은 자리에서 수갑과 사슬에 묶여 있었고, 절대로 떠날 수 없었다. 수면 (제한적이었지만), 식사, 배변, 소변은 모두 묶여 있던 자리에서 이루어졌다. 보통 노 하나에 5~6명의 노 젓는 사람이 있었다. 감독관들은 앞뒤로 걸어 다니며 충분히 열심히 일하지 않는다고 판단되는 노예들을 채찍질했다.

### 노예로 잡힌 사람들의 수
바르바리 사략선에게 잡힌 노예들의 수는 정량화하기 어렵다. 로버트 데이비스에 따르면, 16세기에서 19세기 사이에 100만에서 125만 명의 유럽인이 바르바리 사략선에 의해 붙잡혀 북아프리카와 오스만 제국에 노예로 팔렸다. 그러나 그의 숫자를 추정하기 위해 데이비스는 바르바리 사략선에 의해 붙잡힌 유럽인 노예의 수가 250년 동안 일정했다고 가정하며 다음과 같이 진술한다.
얼마나 많은 남성, 여성, 어린이들이 노예가 되었는지에 대한 기록은 없지만, 인구를 일정하게 유지하고 사망, 도주, 몸값으로 풀려나거나 이슬람으로 개종한 노예들을 대체하기 위해 필요한 새로운 포로의 수를 대략적으로 계산할 수 있다. 이를 바탕으로 1580년에서 1680년까지 한 세기 동안 약 8,500명의 새로운 노예가 매년 필요했다고 추정되며, 이는 약 85만 명의 포로에 해당한다. 나아가, 1530년에서 1780년 사이 250년 동안 이 수치는 쉽게 125만 명에 달했을 수 있다.

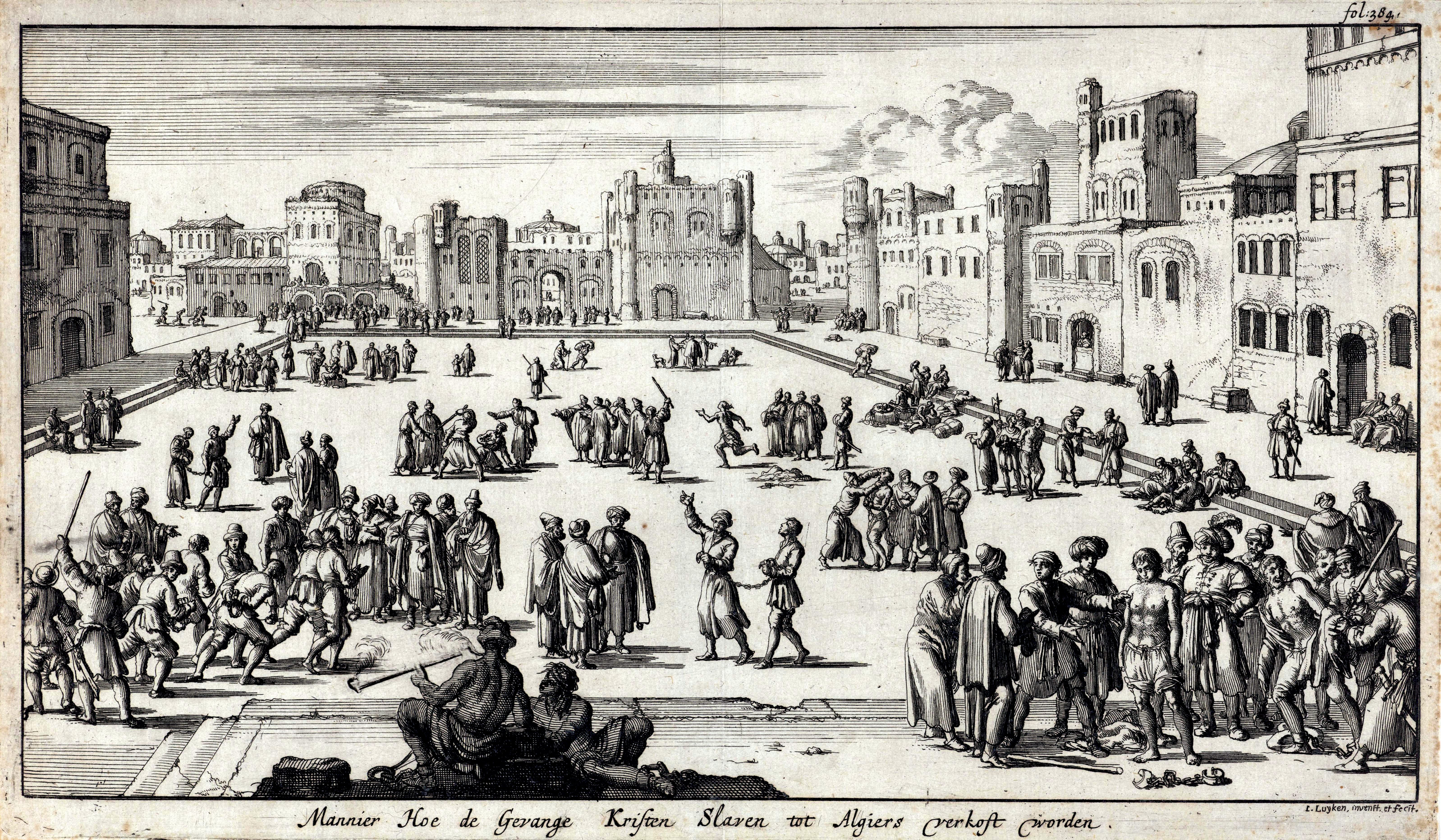
1684년 알제의 노예 시장

역사가들은 데이비스의 유럽인 노예 수를 정량화하려는 시도를 환영했지만, 기록 부재 상황에서 그가 의존한 비정통적 방법론의 정확성에 대해서는 의견이 나뉘었다. 『몰타와 바르바리의 사략선』 및 『해적 전쟁』의 저자인 역사가 데이비드 얼은 데이비스에게 "그의 수치는 좀 의심스러우며, 과장했을 수도 있다고 생각한다"고 의문을 제기했다. 그는 사략선들이 동유럽의 비기독교 백인과 서아프리카의 흑인도 나포했기 때문에 유럽인 노예에 대한 실제 상황은 불분명하다고 경고했다. 그는 "총계에 대해 함부로 추측하지 않을 것"이라고 말했다. 에든버러 대학교의 아프리카 무역 및 경제사 전문가인 이언 블랜처드 교수는 데이비스의 연구가 견고하며, 100만 명 이상의 수치가 자신의 예상과 일치한다고 말했다.
데이비스는 그의 계산이 1500년대 후반과 1600년대 초반에 트리폴리, 튀니스, 그리고 대부분 알제에 붙잡혀 있던 약 35,000명의 유럽 기독교인 노예에 대한 관찰자 보고서에 근거하고 있다고 언급한다.

### 유산
백인 유럽인에 대한 무슬림의 노예화 역사는 일부 학자들에 의해 이후 유럽과 아메리카의 흑인 노예화의 중요성을 맥락화하는 것으로 언급되어 왔다. 학자 로버트 데이비스는 더 큰 그림이 그렇게 일방적이지 않다고 지적했다. "제국 간의 충돌... 노예를 잡는 것은 갈등의 일부였고", 동시에 북아프리카와 근동에서 200만 명의 유럽인이 무슬림에게 노예가 되었고, 유럽에서는 100만 명의 무슬림 노예가 있었다.
서퍽 대학교의 존 캘로우 박사가 지적했듯이, 바르바리 사략에 의한 노예화 경험은 대서양 노예 무역에 앞서 발생했으며, "노예 제도에 대한 기억과 노예화 방법론이 영국 의식에 각인된 것은 무엇보다도 북아프리카 맥락에 뿌리를 두고 있었는데, 그곳에서 영국인들은 노예 주인이 되기보다는 노예가 될 가능성이 더 높았다."

알무녜카르 시의 문장. 1526년 카를 5세가 수여했으며, 바다에 떠다니는 세 바르바리 해적의 터번 쓴 머리를 보여준다.

## 바르바리 사략
역사가 아드리안 티니즈우드에 따르면, 가장 악명 높은 사략들은 사략으로서 기술을 익혔고, 평화 시기에 바르바리 해안으로 이주하여 그들의 직업을 추구했던 유럽인 배신자들이었다. 이 개종한 이단자들은 해적 사업에 최신 해군 전문 지식을 가져왔고, 사략선들이 아이슬란드와 뉴펀들랜드섬만큼 멀리 떨어진 곳까지 장거리 노예 포획 습격을 감행할 수 있게 했다. 악명 높은 사략 헨리 메인워링은 처음에는 변호사이자 해적 사냥꾼이었지만, 나중에 왕의 사면을 받고 고향으로 돌아왔다. 메인워링은 나중에 지중해 해적 행위에 대한 책, 즉 『해적 담론』을 썼다. 이 책에서 메인워링은 해적 행위를 추적하고 제거할 수 있는 잠재적인 방법들을 설명했다.
마그레브인 원주민과 스페인에서 추방된 무어인들은 15세기와 16세기 내내 북아프리카에서 사략선으로서 항상 활동적으로 남아 있었지만, 1487년경 마그레브로 이주한 케말 레이스 휘하의 오스만 사략선들이 바르바리 사략선의 전성기를 열었다.

### 바르바로스 형제

#### 오루치 바르바로스
북아프리카에서 가장 유명한 사략은 바르바로스 형제인 아루즈와 하이르 앗딘이었다. 그들과 덜 알려진 두 형제는 모두 오스만 제국을 위해 바르바리 사략이 되었고, 나중에 알제리 섭정국으로 알려진 마그레브에 새로운 국가를 세우면서 "왕"이 되었다. 그들은 가장 나이가 많은 오루즈의 붉은 수염 때문에 바르바로사(이탈리아어로 붉은 수염)라고 불렸다. 오루즈는 1502년 또는 1503년에 하프시드를 위해 제르바섬을 점령했다. 그는 종종 스페인 해안과 북아프리카의 스페인 영토를 공격했다. 1512년 베자이아에서 실패한 시도 중 하나에서 그는 대포알에 왼쪽 팔을 잃었다. 가장 나이가 많은 바르바로사는 또한 1516년에 알제를 점령하러 갔다. 쿠쿠 왕국의 베르베르 동맹국의 도움을 받아 그는 자신을 반대할 것으로 의심되는 모든 사람, 즉 그가 아들과 함께 처형한 스페인 봉신 통치자를 대체하려는 스페인 원정군을 격파했다. 여기에는 지역 자야니드 통치자들도 포함되었다. 그는 마침내 1518년 틀렘센에서 스페인군에게 사로잡혀 살해당하고 전시되었다.

#### 히즈르 하이레딘 바르바로스
주로 육상에 기반을 둔 오루츠는 바르바로스 형제 중 가장 잘 알려진 인물은 아니었다. 그의 막내 동생 히즈르(나중에 하이레딘 또는 케이르 에딘이라고 불림)는 더 전통적인 사략이었다. 많은 중요한 해안 지역을 점령한 후, 하이레딘은 오스만 술탄 함대의 총사령관으로 임명되었다. 그의 지휘 아래 오스만 제국은 30년 이상 지중해의 통제권을 획득하고 유지할 수 있었다. 바르바로스 히즈르 하이레딘 파샤는 1546년 열병, 아마도 흑사병으로 사망했다.

### 존 워드 선장
영국 사략선 잭, 또는 존 워드는 한때 베네치아 주재 영국 대사에게 "영국에서 항해한 가장 큰 악당임에 틀림없다"고 불렸다. 워드는 스페인과의 전쟁 동안 엘리자베스 여왕을 위한 사략선이었지만, 전쟁이 끝난 후 그는 사략선이 되었다. 그는 1603년경 몇몇 동료들과 함께 배를 나포하여 튀니스로 항해했으며, 그와 그의 선원들은 이슬람교로 개종했다. 그는 성공하여 부자가 되었다. 그는 북아프리카 지역에 횡범장을 한 중무장 선박을 도입하여 갤리선 대신 사용하게 했고, 이는 바르바리가 미래에 지중해를 지배하게 된 주요 원인 중 하나였다. 그는 1622년 흑사병으로 사망했다.

### 사이다 알후라
사이다 알 후라는 여성 무슬림 성직자, 상인, 테투안의 총독, 그리고 나중에 모로코 술탄의 아내였다. 그녀는 1485년경 그라나다 토후국에서 태어났지만, 레콩키스타를 피해 아주 어릴 때 모로코로 도피해야 했다. 모로코에서 그녀는 주로 망명한 무어인들로 이루어진 선원들을 모아, 레콩키스타에 대한 복수, 기독교 해적으로부터 모로코를 보호하고, 부와 영광을 찾기 위해 스페인과 포르투갈에 대한 해적 원정을 시작했다. 사이다 알 후라는 모로코 술탄인 아흐마드 알와타시가 그녀를 왕비로 삼을 만큼 부유하고 유명해졌다. 그러나 그녀는 페스에서 결혼하기를 거부했고, 그녀가 총독으로 있던 테투안에서만 결혼하려 했다는 점이 주목할 만하다. 이는 모로코 군주가 수도를 벗어나 결혼한 역사상 최초이자 유일한 사례였다.

### 라이스 하미두
하미두 벤 알리(Hamidou ben Ali), 라이스 하미두(아랍어: الرايس حميدو) 또는 미국 문헌에서는 아미돈(Amidon)으로 알려진 그는 1770년경에 태어나 1815년 6월 17일 스페인 남부 해안의 가타곶 근처에서 사망한 알제리 사략이었다. 그는 그의 경력 동안 최대 200척의 선박을 나포했다. 하미두는 알제리 섭정국의 번영을 보장했으며, 프랑스 침공 전 마지막 영광을 안겨주었다. 그의 전기는 프랑스 기록 보관자 알베르 드볼루스가 1765년에 데일릭 당국이 개설한 귀중한 전리품 등록부를 포함한 중요한 문서들을 발견했기 때문에 비교적 잘 알려져 있다. 노래와 전설도 이 카리스마 넘치는 인물에게 자리 잡았다.

### 다른 유명한 바르바리 사략
- 케말 레이스 (1451년경–1511년)
- 무함마드 벤 하산 (1688년경 – 1724년)
- 무함마드 1세 파샤 (1688년경–1784년)
- 하산 파샤 (1517년경–1572년)
- 게디크 아흐메드 파샤 (1482년 사망)
- 시난 레이스 (1546년 사망)
- 피리 레이스 (1554년 또는 1555년 사망)
- 드라구트 (1485년–1565년)
- 시난 파샤 (1553년 사망)
- 쿠르토을루 무슬리히딘 레이스 (1487년–1535년경)
- 쿠르토을루 히즈르 레이스
- 살리흐 레이스 (1488년경–1568년)
- 세이디 알리 레이스 (1498년–1563년)
- 피얄레 파샤 (1515년경–1578년)
- 라이스 하미두 (1773년–1815년)
- 울루츠 알리 레이스 (1519년–1587년)
- 알리 비친 (1560년경–1645년)
- 시몬 드 단서 또는 시몬 레이스 (1579년경–1611년경)
- 살로모 드 빈보어 또는 술라이만 레이스 (1620년 사망)
- 무라트 레이스 장로 (1534년경–1638년)
- 얀 얀스존 또는 무라트 레이스 주니어 (1570년경–1641년 이후)

## 픽션에서

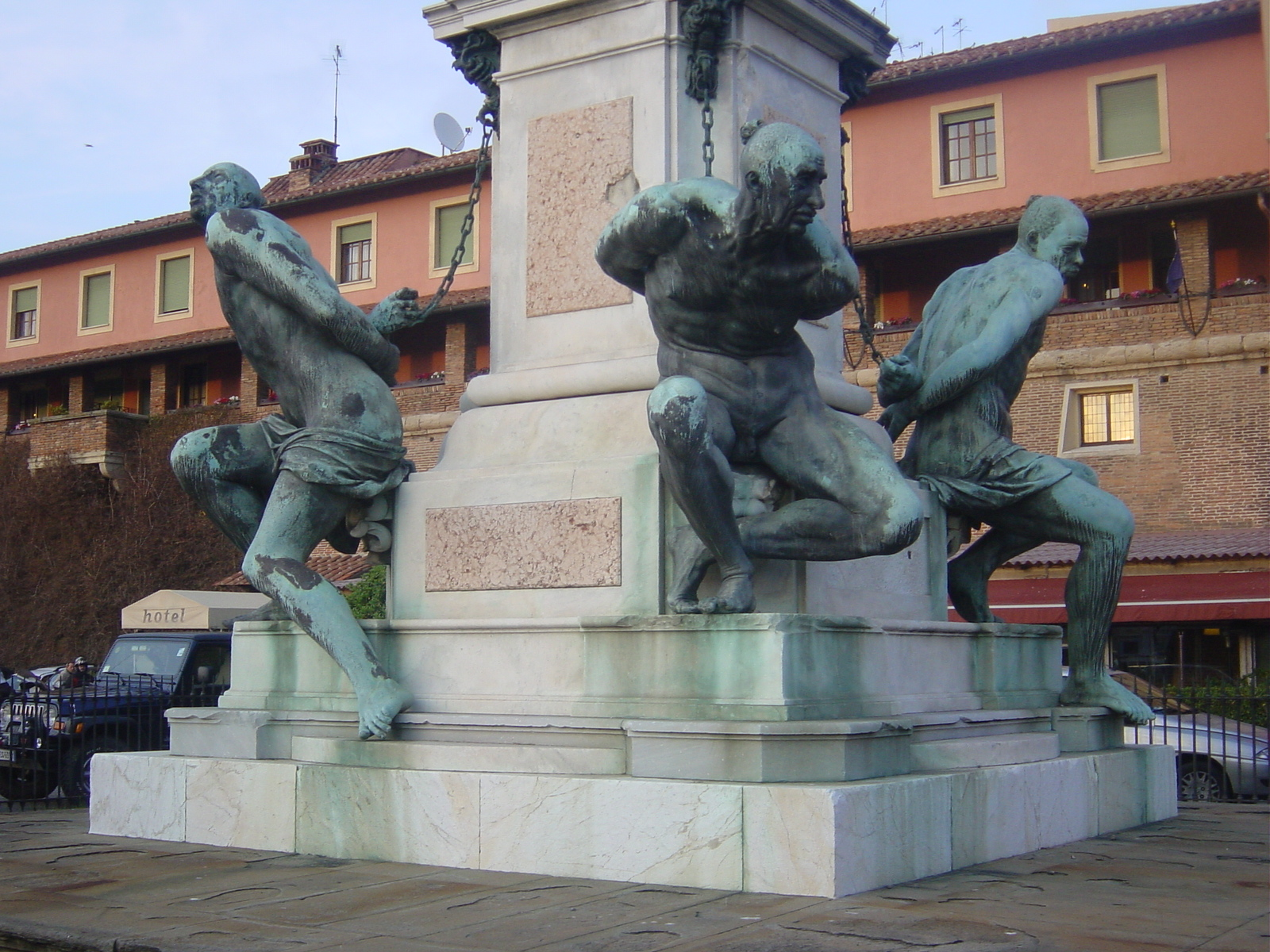
피에트로 타카의 콰트로 모리 ("네 명의 무어인"); 이탈리아 리보르노

바르바리 사략선은 에밀리오 살가리의 『알제의 표범들』(Le pantere di Algeri)의 주인공이다. 이들은 대니얼 디포의 『로빈슨 크루소』, 알렉상드르 뒤마의 『몬테크리스토 백작』, 케네스 그레이엄의 『버드나무에 부는 바람』, 라파엘 사바티니의 『바다 매』와 『이슬람의 칼』, 로얄 타일러의 『알제리의 포로』, 패트릭 오브라이언의 『마스터 앤 커맨더』, 닐 스티븐슨의 『바로크 사이클』, 루이 라무어의 『떠도는 북』, 휴 로프팅의 『닥터 두리틀』, 클라이브 커슬러의 『코르세어』, 에드거 라이스 버로스의 『펠루시드의 타나르』, 안 골롱의 『바르바리의 앙젤리크』 등 다수의 유명 소설에 등장한다.
스페인 작가 미겔 데 세르반테스는 알제 바그니오에서 5년간 노예로 붙잡혀 있었으며, 그의 경험을 『돈키호테』의 포로 이야기, 알제를 배경으로 한 두 편의 희곡 『알제의 조약』(El Trato de Argel)과 『알제의 목욕탕』(Los Baños de Argel), 그리고 여러 다른 작품의 에피소드에 반영했다.
모차르트의 오페라 『후궁으로부터의 유괴』(징슈필)에서는 두 명의 유럽 여성들이 튀르크 하렘에서 발견되는데, 아마도 바르바리 사략선에게 잡혔을 것이다. 로시니의 오페라 『알제의 이탈리아 여인』은 알제 베이가 이끄는 바르바리 사략선에게 여러 노예가 잡힌 사건을 기반으로 한다.

## 같이 보기
- 알바니아 해적
- 앵글로-튀르크 해적
- 바르바리 노예 무역
- 바르바리 조약
- 체르케스 미인
- 알제리의 사략선
- 가지 (전사)
- 이슬람 세계의 노예제 역사
- 노예제에 대한 이슬람교의 견해
- 오스만 제국의 정복, 포위, 상륙 목록
- 마튜린 로메가스
- 모리스코
- 모로코-미국 관계
- 오스만-합스부르크 전쟁
- 오스만 제국의 하렘
- 오스만 해군
- 스코틀랜드의 해적 행위
- 알제리 섭정국
- 살레 공화국
- 오스만 제국의 노예제
- 튀르크 납치

## 내용주
1. ↑  Geoffrey F. Gresh, Tugrul Keskin (2018). 《US Foreign Policy in the Middle East From American Missionaries to the Islamic State》. Routledge. 1985쪽. ISBN 978-1-351-16962-2.
2. ↑  سرهنك, المير ألاي إسماعيل (1988). 《تاريخ الدولة العثمانية》 (아랍어). دار الفكر الحديث للطبع والنشر.
3. ↑  Murray, Hugh (1841). 《The Encyclopædia of Geography: Comprising a Complete Description of the Earth, Physical, Statistical, Civil, and Political》 (영어). Lea and Blanchard.
4. 1 2 3  로버트 데이비스 (2011년 2월 17일). “British Slaves on the Barbary Coast”. BBC. 2019년 3월 27일에 확인함.
5. 1 2 3 4 5  Review of Pirates of Barbary by Ian W. Toll, The New York Times, 2010년 12월 12일
6. 1 2 3  캐롤, 로리 (2004년 3월 11일). “New book reopens old arguments about slave raids on Europe”. 《가디언》 (영국 영어). ISSN 0261-3077. 2017년 12월 11일에 확인함.
7. ↑  Conlin, Joseph R. 《The American Past: A Survey of American History, Volume I: To 1877》. 206쪽.
8. ↑  Chaney, Eric (2015년 10월 1일). 《Measuring the military decline of the Western Islamic World: Evidence from Barbary ransoms》. 《Explorations in Economic History》 58. 107–124쪽. doi:10.1016/j.eeh.2015.03.002.
9. 1 2 3 4 5   Chisholm, Hugh, 편집. (1911). 〈Barbary Pirates〉. 《브리태니커 백과사전》 11판. 케임브리지 대학교 출판부.
10. ↑  Weller, Thomas (2024년 9월 11일). “The Spanish Century”. 《Europäische Geschichte Online (EGO) / European History Online》. 2024년 5월 27일에 원본 문서에서 보존된 문서.
11. ↑  Fareed, Muhammad. 《تاريخ الدولة العلية العثمانية》 (영어). 2024년 7월 28일에 확인함.
12. ↑  Pryor (1988), p. 192
13. ↑  크리츠러, 에드워드 (2009년 11월 3일). 《Jewish Pirates of the Caribbean》. 앵커. 59–60쪽. ISBN 978-0-7679-1952-4. 2010년 5월 2일에 확인함.
14. ↑  플라우트, 스티븐 (2008년 10월 15일). “Putting the Oy Back into 'Ahoy'”. 2010년 4월 27일에 확인함.  보관됨 2013-11-10 - 웨이백 머신
15. ↑  시예드, 무자파르 후사인; 아크타르, 시예드 사우드; 우스마니, B. D. (2011년 9월 14일). 《Concise History of Islam》 (영어). 비즈 북스 인디아 프라이빗 리미티드. ISBN 9789382573470.
16. ↑  Her Majesty's Commission, State Papers (1849). 《King Henry the Eighth Volume 10 Part V Foreign Correspondence 1544-45》. 런던.
17. ↑  메르카티, 안젤로 (1982). 《Saggi di storia e letteratura, vol. II》. 로마.
18. ↑  Fuchs, Barbara (2000). 《Faithless Empires: Pirates, Renegadoes, and the English Nation》. 《ELH》 67. 45–69쪽. doi:10.1353/elh.2000.0002. JSTOR 30031906.
19. ↑  존 B. 해튼도르프와 리처드 W. 웅거 (2003). 《War at Sea in the Middle Ages and the Renaissance》. 보이델 프레스.
20. ↑  “Curator's comments on a draft study by Bernardino Poccetti”. 영국 박물관.
21. ↑  “Pitti Florence, The Pitti Palace in Florence”. 《Florence Holidays》. 2025년 5월 22일에 확인함.
22. 1 2  제이미슨, 앨런 (2012). 《Lords of the Sea: A History of the Barbary Corsairs》. 런던.
23. ↑  이킨, 데스 (2006). 《The Stolen Village – Baltimore and the Barbary Pirates》. 오브라이언. ISBN 978-0-86278-955-8.
24. ↑  British Captives from the Mediterranean to the Atlantic, 1563-1760. 나빌 마타르.
25. ↑  Pirates of Barbary. 아드리안 티니즈우드. 랜덤 하우스.
26. ↑  “war and social upheaval: the Barbary Pirates”. 《histclo.com》. 2025년 3월 16일에 확인함.
27. ↑  《Articles of peace & commerce between ... Charles II ... and the ... Lords the Bashaw, Dey, Aga, Divan, and governours of the ... kingdom of Tripoli concluded by Sir John Narbrough ... the first day of May, 1676》. 미시간 대학교. 1677년 8월 6일.
28. 1 2  피터 매드슨, "바르바리의 덴마크 노예", 유럽 문학 회의의 이슬람, 덴마크 보관됨 2014-11-10 - 웨이백 머신
29. ↑  터커, 스펜서 C. (2014년 6월 11일). 《The Encyclopedia of the Wars of the Early American Republic, 1783–1812: A Political, Social, and Military History [3 volumes]: A Political, Social, and Military History》. Abc-Clio. ISBN 9781598841572.
30. ↑  Roberts, Priscilla H. and Richard S. Roberts, Thomas Barclay (1728–1793): Consul in France, Diplomat in Barbary, Lehigh University Press, 2008, pp. 206–223.
31. ↑  “Milestones of American Diplomacy, Interesting Historical Notes, and Department of State History”. 《미국 국무부》. 2007년 12월 17일에 확인함.
32. ↑  데이비드 브리온 데이비스, 스티븐 민츠 (2000). 《The Boisterous Sea of Liberty A Documentary History of America from Discovery through the Civil War》. 옥스퍼드 대학교 출판부. 222쪽. ISBN 978-0-19-511669-4.
33. ↑  Christian Slaves, Muslim Masters: White Slavery in the Mediterranean, the Barbary Coast and Italy, 1500–1800. 로버트 데이비스 (2004). p.45. ISBN 1-4039-4551-9.
34. ↑  “Convention between Denmark and Morocco respecting Tribute, signed at Larache, 5 April 1845”. 《옥스퍼드 공법》.
35. ↑  〈'Abd ar-Rasham〉. 《브리태니커 백과사전》. I: A-Ak - Bayes 15판. 일리노이주 시카고: 브리태니커 백과사전, Inc. 2010. 17쪽. ISBN 978-1-59339-837-8.
36. ↑  Rees Davies, "British Slaves on the Barbary Coast", BBC, 2003년 7월 1일
37. ↑  Definition of "bagnio" from the Free Merriam-Webster Dictionary. Accessed 2015년 2월 23일
38. ↑  H. G. 반비 (1966). 《The Prisoners of Algiers: An Account of the Forgotten American-Algerian War 1785-1797》. 옥스퍼드 대학교 출판부. 45–52쪽.
39. ↑  이킨, 데스 (2006). 《The Stolen Village – Baltimore and the Barbary Pirates》. 오브라이언. 187쪽. ISBN 978-0-86278-955-8.
40. ↑  Davis, Robert. Christian Slaves, Muslim Masters: White Slavery in the Mediterranean, the Barbary Coast and Italy, 1500–1800.
41. ↑  "When Europeans were slaves: Research suggests white slavery was much more common than previously believed" 보관됨 2011-07-25 - 웨이백 머신, Research News, 오하이오 주립대학교
42. ↑  데이비스, 로버트 (2011년 2월 17일). “British Slaves on the Barbary Coast”. BBC.
43. ↑  그랍마이어, 제프 (2020년 3월 21일). “Why is a 16-year-old book on slavery so popular now?”. 《오하이오 주립대학교 뉴스》. 2022년 10월 24일에 확인함.
44. ↑  캘로우, 존 (2017년 1월 2일). 《British captives and slaves in North Africa》. 《The Seventeenth Century》 (영어) 32. 103–107쪽. doi:10.1080/0268117X.2016.1250227. ISSN 0268-117X. S2CID 164633295.
45. ↑  H. 프라이어, 존 (1988). 《Geography, Technology, and WarStudies in the Maritime History of the Mediterranean, 649–1571》. 193쪽. ISBN 978-0-521-34424-1.
46. ↑  크로퍼드, 마이클 H. (2012년 11월 8일). 《Causes and Consequences of Human Migration: An Evolutionary Perspective》 (영어). 케임브리지 대학교 출판부. 180쪽. ISBN 978-1-107-01286-8.
47. ↑  메르니시, 파티마 (1997년 7월 30일). 《The Forgotten Queens of Islam》. 미네소타 대학교 출판부. 18–19, 115, 193쪽. ISBN 978-0-8166-2439-3.
48. ↑  파크, 토머스 컬린; 붐, 오마르 (2006). 《Historical dictionary of Morocco》. 스케어크로우 프레스, Inc. 317쪽. ISBN 978-0-8108-5341-6.
49. ↑  드 쿠르시, J. (1974). 《RAÏS HAMIDOU: THE LAST OF THE GREAT ALGERIAN CORSAIRS》. 《The Mariner's Mirror》 60 (인포마 UK 리미티드). 187–196쪽. doi:10.1080/00253359.1974.10657964. ISSN 0025-3359.
50. ↑  보카르노, 장루이; 뒤물랭, 프레데릭 (2015년 6월 11일). 《Dictionnaire étonnant des célébrités》 (프랑스어). edi8. ISBN 978-2-7540-7767-5.
51. ↑  Devoulx 1859.